# 沃利齊亞 (若夫克瓦區)
50°14′21″N 23°50′18″E / 50.23917°N 23.83833°E
沃利齊亞（烏克蘭語：Волиця），是烏克蘭西部的村莊，隸屬利維夫州的利維夫區。該村始建於1513年，面積38.45平方公里，海拔高度193米，2001年人口2,272，2022年人口▼2,214，人口密度每平方公里59.1人。